# Miriam Lexmann

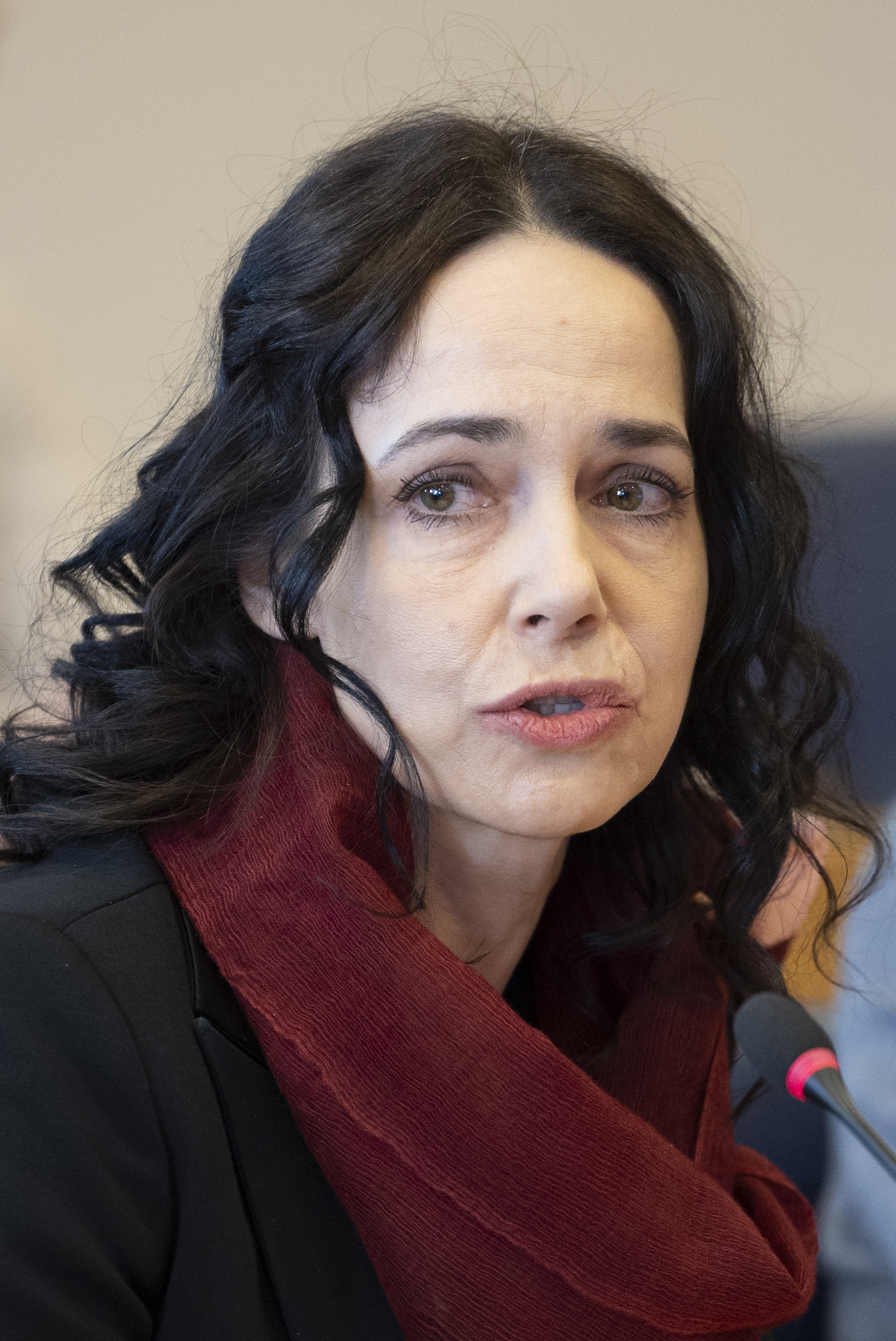

Miriam Lexmann (nascida em 2 de dezembro de 1972) é uma política eslovaca. Ela é membro do Parlamento Europeu desde fevereiro de 2020. Ela também é membro do Movimento Democrata Cristão.

## Carreira política
Antes de se candidatar, Lexmann trabalhou para a organização política sem fins lucrativos International Republican Institute (IRI).
Lexmann concorreu pelo seu partido na eleição de 2019 para o Parlamento Europeu na Eslováquia, não conseguindo ganhar uma cadeira imediatamente, mas garantindo uma cadeira entre as cadeiras britânicas que foram redistribuídas depois de o Reino Unido ter deixado a União Europeia. Ela ocupou o seu assento no Parlamento Europeu após o Brexit.